# Flughafen Antwerpen

i8
i11
i13
Der Flughafen Antwerpen/Deurne (niederländisch Luchthaven Antwerpen/Deurne, im Außenauftritt meist englisch Antwerp International Airport, IATA-Code: ANR, ICAO-Code: EBAW) ist der Flughafen der Stadt Antwerpen in Flandern, Belgien.
Von 23:00 bis 6:30 Uhr bestehen Nachtflugbeschränkungen, ausgenommen sind dringende medizinische Flüge und verspätete Flüge, deren Landung spätestens für 22:30 Uhr geplant war.

## Geschichte

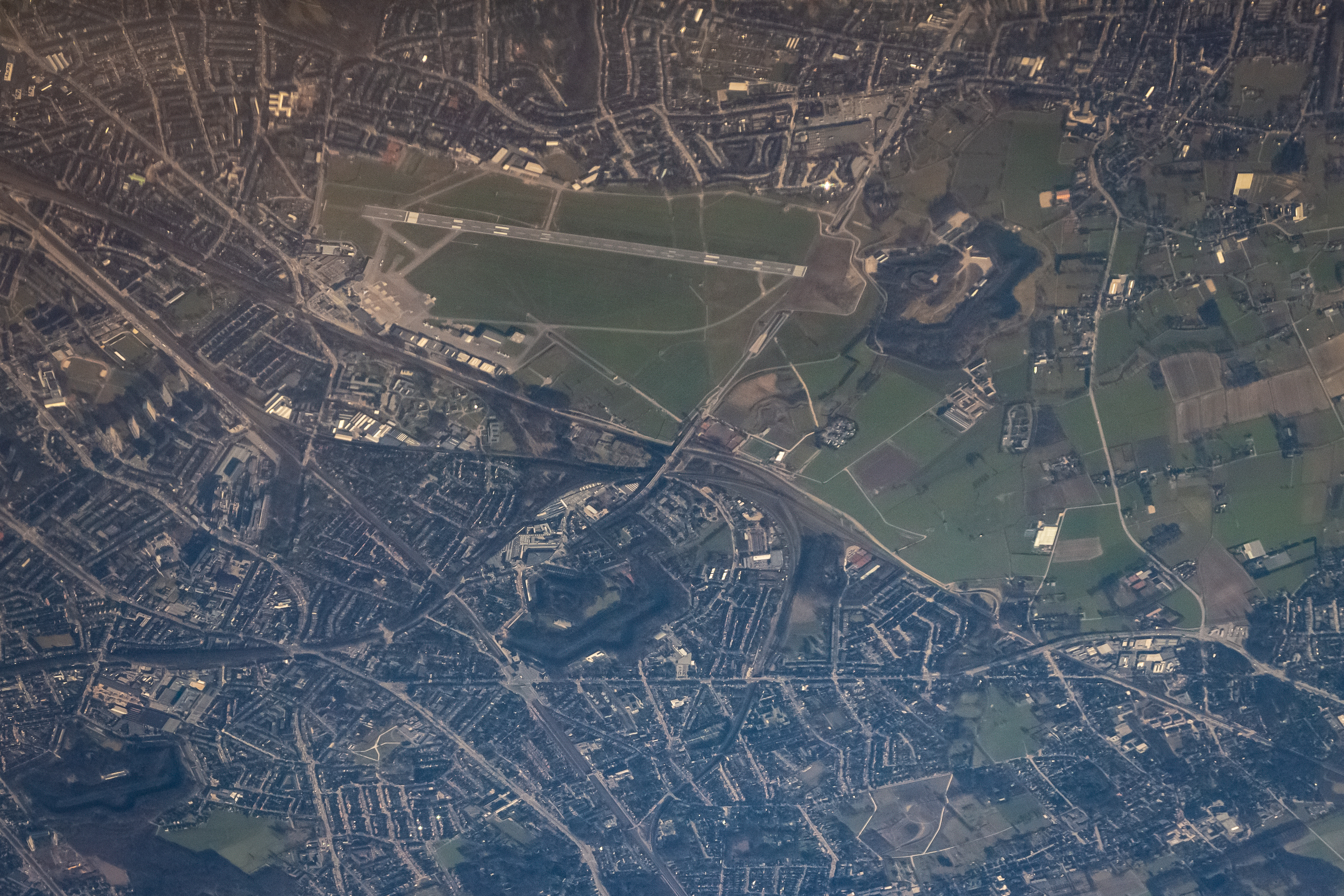
Flughafen Antwerpen 2019

Der Flughafen wurde 1923 zunächst als Militärflugplatz der Aviation Militaire Belge eröffnet. Der Bau eines ersten Passagierterminals begann 1929, dieses wurde 1930 eröffnet.
Während der deutschen Besatzung während des Zweiten Weltkriegs wurde der Flughafen deutlich vergrößert und durch die Luftwaffe genutzt.
Die folgende Tabelle zeigt eine Auflistung ausgesuchter fliegender aktiver Einheiten (ohne Schul- und Ergänzungsverbände) der Luftwaffe der Wehrmacht die hier zwischen 1940 und 1944 stationiert waren.
| Von            | Bis            | Einheit                                      |
| -------------- | -------------- | -------------------------------------------- |
| Mai 1940       | Mai 1940       | Stab/JG 51 (Stab des Jagdgeschwaders 51)     |
| Juni 1940      | März 1941      | II./KG 3 (II. Gruppe des Kampfgeschwaders 3) |
| Juni 1940      | Juni 1940      | III./KG 4                                    |
| September 1944 | September 1944 | I./JG 4                                      |

Die Royal Air Force nutzte den von ihr als Advanced Landing Ground B-70 (ALG B-70) bezeichneten Flugplatz nach Befreiung der Gegend von den Deutschen während des Krieges zunächst noch weiter.
Der zivile Luftverkehr wurde 1946 wieder aufgenommen. Mit Aufkommen von Passagierflugzeugen Anfang der 1960er Jahre ließ das Verkehrsaufkommen zunächst nach und es drohte die Schließung. Letztendlich konnte der Betrieb jedoch weitergeführt werden und die Gebäude und Rollwege wurden in den folgenden Jahrzehnten sogar noch erweitert. 1966 wurde die Fluggesellschaft Delta Air Transport gegründet, welche bis in die 1990er-Jahre am Flughafen Antwerpen beheimatet war. 1993 nahm VLM Airlines in Antwerpen den Betrieb auf. Im Juni 2006 wurde ein neues Passagierterminal in Betrieb genommen.
Seit dem 27. Oktober 2014 ist die LEM (Luchthaven Exploitatie Maatschappij) Antwerpen NV, eine Tochtergesellschaft des französischen Infrastrukturunternehmens Egis, Flughafenbetreiber und hat eine diesbezügliche Konzession für 25 Jahre.
Nach dem Anschlag am Flughafen Brüssel-Zaventem wurde der Flughafen Antwerpen kurzfristig, solange die Reparaturarbeiten im Terminal des Flughafens von Brüssel andauerten, als Ausweichflughafen für eine Reihe von Kurz- und Mittelstreckenflügen von Brussels Airlines und weiteren Fluggesellschaften genutzt.
Im Jahr 2018 stellte VLM Airlines den Betrieb endgültig ein. Im nächsten Jahr nahm Air Antwerp den Betrieb auf, welche ein ähnliches Geschäftsmodell verfolgte. Bereits 2021 stellte auch Air Antwerp den Betrieb endgültig ein.

## Lage und Verkehrsanbindung
Der Flughafen Antwerpen liegt fünf Kilometer südöstlich des Stadtzentrums im Stadtteil Deurne. Zwei Kilometer westlich des Flughafens verläuft die Stadtautobahn R1, welche dort auch Teil der Europastraßen E 19 und E 34 ist. Die Buslinien 51, 52 und 53 der Verkehrsgesellschaft De Lijn verbinden den Flughafen mit dem Bahnhof Antwerpen-Berchem.

## Fluggesellschaften & Ziele
In erster Linie werden Ziele im Mittelmeerraum angeflogen. Als deutschsprachiges Charterziel wurde in den vergangenen Jahren Innsbruck bedient.
Daneben landen aus Gründen der kurzen Landebahn, des Umweltschutzes und der Konkurrenz anderer Verkehrsmittel und Flughäfen hauptsächlich Charter- und Privatflugzeuge.

## Verkehrszahlen
| Jahr | Fluggastaufkommen | Luftfracht (Tonnen) | Flugbewegungen |
| ---- | ----------------- | ------------------- | -------------- |
| 2024 | 208.845           | 1.819               | 32.979         |
| 2023 | 259.764           | 2.245               | 37.415         |
| 2022 | 239.517           | 2.006               | 41.735         |
| 2021 | 146.858           | 1.145               | 42.181         |
| 2020 | 88.036            | 611                 | 26.307         |
| 2019 | 306.330           | 2.608               | 36.372         |
| 2018 | 298.403           | 2.454               | 39.465         |
| 2017 | 273.167           | 2.200               | 37.509         |
| 2016 | 276.311           | 2.181               | 41.403         |
| 2015 | 221.155           | 3.432               | 45.301         |
| 2014 | 121.357           | 3.388               | 43.732         |
| 2013 | 137.015           | 3.570               | 43.390         |
| 2012 | 140.140           | 4.286               | 46.962         |
| 2011 | 166.078           | 4.232               | 52.701         |
| 2010 | 162.840           | 4.213               | 51.703         |
| 2009 | 169.446           | 4.592               | 60.266         |
| 2008 | 176.971           | 5.562               | 56.072         |
| 2007 | 174.858           | 5.312               | 51.589         |
| 2006 | 147.849           | 6.825               | 55.023         |
| 2005 | 142.737           | 4.664               | 54.871         |
| 2004 | 152.682           | 4.281               | 58.132         |
| 2003 | 168.283           | 4.903               | 64.000         |
| 2002 | 190.362           | 5.240               | 67.435         |
| 2001 | 273.208           | 6.684               | 69.515         |
| 2000 | 261.576           | 7.997               | 66.909         |
| 1999 | 231.113           | 7.281               | 74.370         |
| 1998 | 221.523           | 6.860               | 62.462         |
| 1997 | 257.887           | 8.010               | 66.109         |
| 1996 | 272.989           | 9.883               | 61.182         |
| 1995 | 260.966           | 10.807              | 57.625         |
| 1994 | 253.215           | 2.239               | 58.956         |
| 1993 | 212.970           | 1.582               | 56.361         |
| 1992 | 181.419           | 1.300               | 65.590         |
| 1991 | 149.418           | 120                 | 58.206         |
| 1990 | 163.969           | 490                 | 60.670         |
| 1989 | 170.082           | 154                 | 68.436         |

## Zwischenfälle
- Am 2. Januar 1974 brannte eine Douglas DC-6B, privat zugelassen auf Yvonne A. Culbertson (Luftfahrzeugkennzeichen OH-KDC), auf dem Flughafen Antwerpen vollständig aus. Die Maschine war vorher lange bei der finnischen Karair geflogen. Personen kamen nicht zu Schaden.[18]